# Дорошивка (Шосткински район)
Дорошивка (на украински: Дорошівка; на руски: Дорошовка) e село в Шосткински район на Сумска област в Украйна.
Според Преброяването на населението в Украйна през 2001 г., населението наброява 313 души.
Идентификационният код на селото според въведеният през 2020 г. Кодификатор на административно-териториалните единици и територии на териториалните общини (КАТОТТГ) е: UA59100050060019147.
До 2016 г. органът на местното самоуправление е бил Дорошовският селски съвет с център село Дорошивка. От 2016 г. насам, органът на местно самоуправление е Дружбивска градска община с център град Дружба.
До 19 юли 2020 г. селото е влизало в Ямпилски район, а след като той е леквидиран, селото става част от Шостки район с център град Шостка.
Не трябва да се бърка със някогашната слобода Дорошивка, която днес е част от село Волокитине.

## География
Село Дорошивка се намира на десния бряг на река Кремъл и едно езерце от 30 хектара; нагоре по течението на реката в непосредствена близост е село Косинске, а надолу по течението на разстояние 6 km се намира село Неплюеве. В близост до селото има голяма гора (дъб, бор). През селото минава автомобилен път Т 1915.
Почвите в тази местност са торфено-подзолисти, сред минералите се срещат сива глина и торф.

## История
Село Дорошивка възниква  в началото на втората половина на XVII век в Казашкото хетманство, бидейки основано от воронежкия казашки благородник, временно изпълняващ длъжността хетман – Григорий Дорошенко.
Според административното деление на Казашкото хетманство (украинската държава от XVI–XVII век), село Дорошивка принадлежи към Глуховската сотня на Нежинския полк.

## Известни жители
- Володимир Андрийович Косински — украински и руски икономист, професор, академик на Украинската академия на науките, министър на труда на Украинската държава (ноември – декември 1918 г.).